# Liga Militar (Grecia)

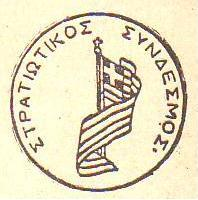
Sello de la Liga Militar griega.

La Liga Militar fue una organización de militares griegos que controló indirectamente la política del país entre 1909 y 1910, forzando varios cambios de gobierno y la aprobación de numerosa legislación que consideraba renovadora. Su llamamiento a Eleftherios Venizelos para participar en la política nacional cambió la misma hasta la Segunda Guerra Mundial.

## Antecedentes

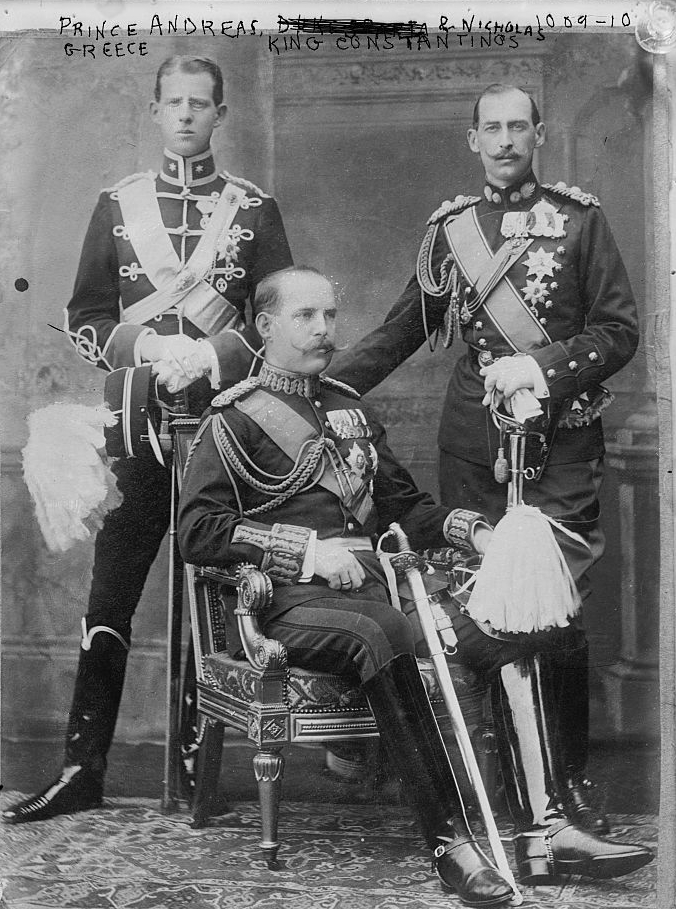
Los príncipes griegos Andrés, Constantino y Nicolás, con mandos en las fuerzas armadas griegas, fueron objeto de duras críticas de los militares de la Liga, tanto por su desempeño en la guerra contra el Imperio otomano de 1897 como por la falta de reformas militares tras el conflicto.

Una década de estancamiento, crisis económica, descontento social y nula expansión territorial siguió a la derrota militar de Grecia en la guerra contra el Imperio otomano de 1897. En el Ejército surgieron sociedades secretas críticas con la actuación del Gobierno, a menudo encabezado por Georgios Theotokis, y de la dirección de los asuntos militares por el príncipe heredero Constantino, jefe del Estado Mayor.
Las primeras reuniones informales de militares para evaluar la situación se dieron a finales de 1908, pero las actividades de estos grupos se aceleraron solamente a finales de la primavera de 1909. El objetivo principal de los oficiales en estos primeros meses fue aumentar el número de conspiradores, que creció a comienzos de 1909. Estos oficiales se inspiraron en parte en la reciente revuelta de los Jóvenes Turcos en el Imperio otomano y en las recientes actividades de las sociedades secretas en Serbia (1903) y en Portugal (1908), que habían logrado cambiar los gobiernos nacionales respectivos.
Un grupo de tenientes entre los que se contaba Theodoros Pangalos se reunió en mayo de 1909 para criticar la falta de intromisión del rey en la política nacional y su control de la exterior, la conducta del diádoco como jefe del Estado Mayor y los mandos militares de otros príncipes de la familia real. Su postura era en general antidinástica y chovinista. Otro grupo, esta vez de capitanes, se reunió por su parte a comienzos de junio para censurar también la situación del país, pero mucho más moderadamente, defendiendo la aprobación de leyes que reforzasen las fuerzas armadas. Un tercer grupo de suboficiales formó una tercera sociedad. Los tres grupos coexistieron independientemente al comienzo.
Las organizaciones de tenientes y capitanes se reunieron el 8 de julio de 1909 para tratar su posible unión. Tras un comienzo infructuoso, la presencia de un coronel enviado por el Gobierno para acabar con la reunión hizo que los dos grupos aprobasen la unión y se formase oficialmente la Liga Militar (en griego antiguo: Στρατιωτικός Σύνδεσμος, Stratiotikos Syndesmos). Dos días más tarde, aprobaban la creación de un comité que debía defender sus exigencias. La principal de ellas era el reforzamiento de las fuerzas armadas, que el Gobierno debía llevar a cabo inmediatamente, incluso si para ello era necesario amenazarlo con el uso de la fuerza por los conjurados.
Pronto los militares consiguieron en el apoyo de ciertos periódicos, que comenzaron a defender en sus editoriales las demandas de los conspiradores.
Los opositores a la Liga no contaban con la unidad ni con la fuerza suficiente para oponerse a ella. La Liga controlaba tanto el Ejército de Tierra como la Armada, cimientos de la monarquía. Los partidos políticos, que la prensa vituperaba por su corrupción, no lograron el respaldo suficiente de sus bases para oponerse a la Liga. La mayoría de los dirigentes del Parlamento consideraron que una postura moderada hacia los militares era la mejor para evitar una posible guerra civil.

## El pronunciamiento de Goudi
Las guarniciones de la capital se amotinaron el 28 de agosto de 1909 y, ante la incapacidad del Gobierno de sofocar la revuelta y de lograr el apoyo de otras unidades, consiguieron el cambio de gabinete y la aceptación por el nuevo primer ministro, Kiriakulis Mavromichalis, de las exigencias que Dimitrios Rallis había rechazado. Pronto la Liga se hizo con el control de las fuerzas armadas, purgando a los oficiales sospechosos de hostilidad a ella.
Una gran manifestación se celebró en la capital el 14 de septiembrejul./ 27 de septiembre de 1909greg.; la habían convocado los gremios de la ciudad para mostrar su apoyo a la Liga y tratar de desbaratar cualquier oposición a ella en el Parlamento. La marcha fue un éxito e incluso logró un apoyo aparente del monarca.
El nuevo Gobierno de Kiriakulis Mavromichalis, minoritario en las Cortes griegas, se apresuró a aprobar las medidas exigidas por la Liga, que cumplió su amenaza de intervención militar ante cualquier intento de obstrucción en el Parlamento. Theotokis se mantuvo como jefe del principal partido en el Parlamento, opuesto a la Liga, pero consciente de su poder y finalmente cooperó con el Gobierno para aprobar las medidas impuestas por los militares.

## Control del gobierno

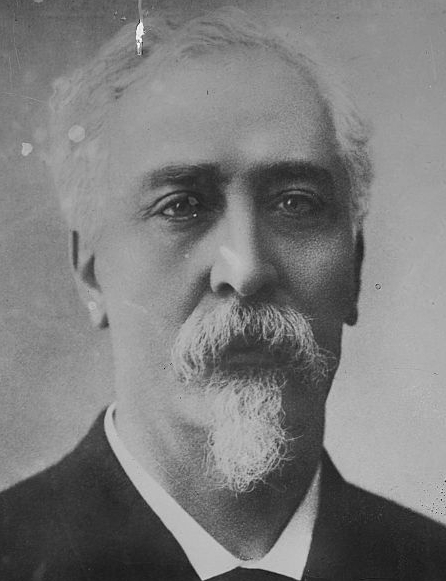
Stephanos Dragumis, primer ministro griego en la última etapa de control político de la Liga y responsable de convocar la Asamblea Nacional que llevó a su disolución en la primavera de 1910.

La Liga hubo de reconocer la falta de cambios en el país a pesar de la numerosa legislación aprobada por el Parlamento en la segunda mitad de 1909 y comienzos de 1910: la mudanza no podía darse simplemente por la aprobación de leyes. Los militares eran incapaces de lograr un apoyo sincero de los políticos griegos, por lo que  llamaron a Eleftherios Venizelos de Creta para solicitar su consejo. Venizelos los convenció para que solicitasen la convocatoria de una Asamblea Nacional que modificase ciertos artículos de la Constitución y asegurase la continuación de la renovación política y militar del país, a cambio de la disolución de la Liga Militar.

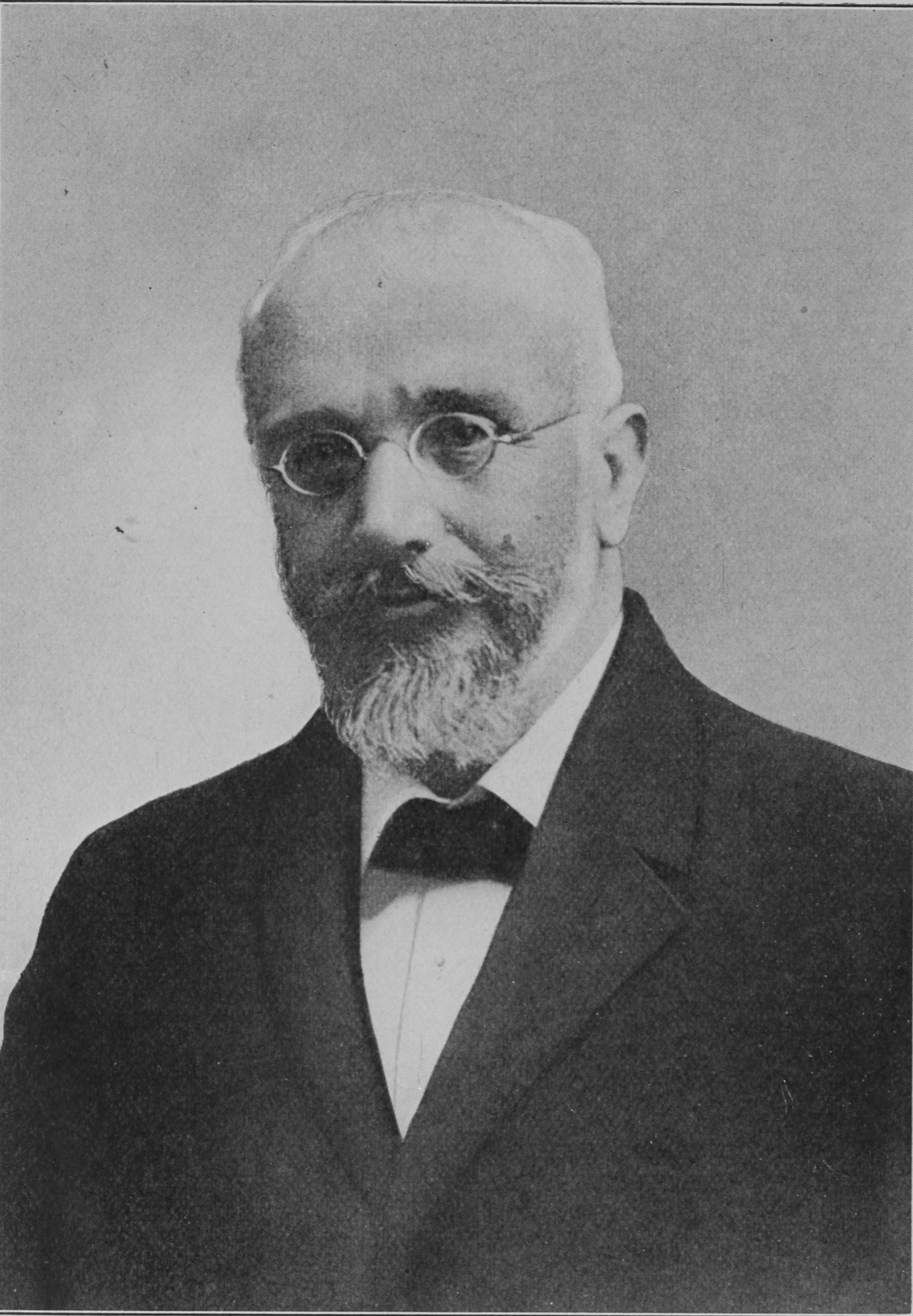
Eleftherios Venizelos, político cretense convocado por la Liga para recibir su consejo sobre el curso a seguir a comienzos de 1910 ante el estancamiento de las reformas, logró convencer a los militares para que disolviesen su sociedad a cambio de reformas constitucionales.

La Liga expuso sus condiciones para su disolución el 26 de enero de 1910: se debía formar un nuevo Gobierno con la confianza de la Liga que aprobase las últimas medidas legislativas antes de convocar una Asamblea Nacional para revisar parcialmente la Constitución. La Liga consintió en disolverse antes de que el rey convocase a la Asamblea (29 de marzo de 1910) tras largas negociaciones entre ella, el monarca y los dirigentes políticos, en algunas de las cuales participó Venizelos, . El soberano convocó formalmente la Asamblea al día siguiente, según el acuerdo pactado, y los militares se retiraron de la vida política del país.

## Valoración
La intervención de la Liga en la política griega en 1909-1910 a menudo se califica de «revolución» en los textos griegos. Los objetivos de la Liga, sin embargo, no eran un cambio radical de la política o la sociedad griegas, y su programa era reformista, no revolucionario. Su ambición principal era un reforzamiento de las fuerzas armadas para poder llevar a cabo el ideal chovinista de la Megali Idea. Las reformas políticas o económicas que exigían buscaban facilitar el objetivo militar principal.
Su intervención política fue esencialmente coercitiva, amenazando a la posible oposición política a las medidas que exigían con una intervención armada. Sus acciones, sin embargo, fueron en general moderadas, dado el control de la facción más moderada de la organización. Aun así, la Liga sí llevó a cabo una serie de acciones contrarias a la dinastía reinante, que mostró su hostilidad al movimiento de los militares.
Finalmente la Liga tuvo que aceptar, como los Gobiernos parlamentarios anteriores a su intervención política, la debilidad económica del país para costear las ambiciosas medidas militares necesarias para lograr sus objetivos de expansión territorial. La situación diplomática de la nación tampoco permitía asegurar la consecución de las ambiciones territoriales. Grecia permanecía dependiente de la benevolencia de las grandes potencias y de su financiación mediante la concesión de créditos.
El golpe de Estado del 15 de agostojul./ 28 de agosto de 1909greg. llevó a un periodo de control militar de la política griega en el que se llevó a cabo una reforma moderada, pero no una revolución.